# オージータグフットボール
オージータグフットボール（英: OZTAG Football、オズタグ）は、タグラグビーから派生したフットボール系の球技。体の接触を排したラグビーリーグである。1990年代頃（推定）に、オーストラリアで発祥し、現地のラグビーリーグ協会が普及に注力していて、ブリスベーンやシドニー、首都キャンベラ等、東海岸の都市を中心に人気が高まっている。

## 基本ルール
- 試合人数は8人となる。ただし、男女混合の場合、男性の人数は4人とされる。
- プレイヤーは、ボールをパスするだけでなく、蹴ることも出来る。試合開始もキックオフ(この場合は、ハーフウェイライン中央に横に置かれたボールを蹴る)によって行われるが、蹴ったボールが肩の高さより高く上がると、相手側にボール所有権が移る。ただし、キックは5回目にタグを取られた場合(最終攻撃回)で有効となる。
- タグラグビーと同じように、ボール保持者の腰に巻かれたタグベルトに付いた『タグ』を取ることでタックル成立とみなされる。タグが取られた後は、その場所から静止状態でボールを片足で後ろに転がす「プレイ・ザ・ボール」で試合を再開する。6回目にタグを取られた時点で攻守交代となる。
- 得点は、トライ(=1点。男女混合なら女子は2点)のみである。相手トライラインにプレイヤーがボールを持ち込み、グラウンドに手で押さえ込むことで成立する。得点されたチームの自陣トライラインからのドロップアウト（ドロップキック）で試合を再開する。